# Lista siturilor arheologice din județul Buzău - V
Lista siturilor arheologice din județul Buzău - V conține toate siturile arheologice din județul Buzău înscrise în Repertoriul Arheologic Național (RAN) și aflate în localități al căror nume începe cu litera V. RAN este administrat de Ministerul Culturii și Patrimoniului Național și cuprinde date științifice, cartografice, topografice, imagini și planuri, precum și orice alte informații privitoare la zonele cu potențial arheologic, studiate sau nu, încă existente sau dispărute.
Puteți căuta un sit din localitățile care încep cu litera V folosind formularul de mai jos sau puteți naviga prin toate siturile din județ la Lista siturilor arheologice din județul Buzău.
| Cod RAN                                  | Denumire | Localitate                                            | Adresă                         | Datare                              | Descoperit | Coordonate | Imagine           | Erori            |
| ---------------------------------------- | --- | ----------------------------------------------------- | ------------------------------ | ----------------------------------- | ---------- | ---------- | ----------------- | ---------------- |
| 45664.01.01                              | Așezarea de la Vispești / ansamblu anonim (Categorie: locuire civilă) (Tip: Așezare)                                                          | sat Vispești, comuna Breaza                           |                                |                                     |            |            | Încărcați imagine | Raportați eroare |
| 45664.01.02                              | Așezarea de la Vispești / ansamblu anonim (Categorie: locuire civilă) (Tip: Așezare)                                                          | sat Vispești, comuna Breaza                           |                                |                                     |            |            | Încărcați imagine | Raportați eroare |
| 45227.01.01                              | Situl arheologic de la Valea Nucului / ansamblu anonim (Categorie: locuire civilă) (Tip: Așezare)                                             | sat Valea Nucului, comuna Berca                       |                                |                                     |            |            | Încărcați imagine | Raportați eroare |
| 45227.01.02                              | Situl arheologic de la Valea Nucului / ansamblu anonim (Categorie: locuire civilă) (Tip: Așezare)                                             | sat Valea Nucului, comuna Berca                       |                                |                                     |            |            | Încărcați imagine | Raportați eroare |
| 45879.01.01                              | Situl arheologic de la Vizireni - "Movila Mare" / ansamblu anonim (Categorie: locuire civilă) (Tip: Așezare)                                  | sat Vizireni, comuna C.A. Rosetti                     | Movila Mare                    |                                     |            |            | Încărcați imagine | Raportați eroare |
| 45879.01.02                              | Situl arheologic de la Vizireni - "Movila Mare" / ansamblu anonim (Categorie: locuire civilă) (Tip: Așezare)                                  | sat Vizireni, comuna C.A. Rosetti                     | Movila Mare                    | mil. I                              |            |            | Încărcați imagine | Raportați eroare |
| 45879.02.01                              | Situl arheologic de la Vizireni / ansamblu anonim (Categorie: descoperire funerară) (Tip: Necropolă)                                          | sat Vizireni, comuna C.A. Rosetti                     |                                |                                     |            |            | Încărcați imagine | Raportați eroare |
| 45879.02.02                              | Situl arheologic de la Vizireni / ansamblu anonim (Categorie: descoperire funerară) (Tip: Necropolă)                                          | sat Vizireni, comuna C.A. Rosetti                     |                                |                                     |            |            | Încărcați imagine | Raportați eroare |
| 46992.04.01                              | Situl arheologic de la Văcăreasca / ansamblu anonim (Categorie: locuire civilă) (Tip: Așezare)                                                | sat Văcăreasca, comuna Glodeanu-Siliștea              |                                |                                     |            |            | Încărcați imagine | Raportați eroare |
| 46992.04.02                              | Situl arheologic de la Văcăreasca / ansamblu anonim (Categorie: locuire civilă) (Tip: Așezare)                                                | sat Văcăreasca, comuna Glodeanu-Siliștea              |                                | sec. IV                             |            |            | Încărcați imagine | Raportați eroare |
| 46992.03.01                              | Situl arheologic de la Văcăreasca - "Movila cu cruci" / ansamblu anonim (Categorie: locuire) (Tip: Așezare)                                   | sat Văcăreasca, comuna Glodeanu-Siliștea              | Movila cu cruci                |                                     |            |            | Încărcați imagine | Raportați eroare |
| 46992.03.02                              | Situl arheologic de la Văcăreasca - "Movila cu cruci" / ansamblu anonim (Categorie: locuire) (Tip: Necropolă)                                 | sat Văcăreasca, comuna Glodeanu-Siliștea              | Movila cu cruci                |                                     |            |            | Încărcați imagine | Raportați eroare |
| 46992.03.03                              | Situl arheologic de la Văcăreasca - "Movila cu cruci" / ansamblu anonim (Categorie: locuire) (Tip: Așezare)                                   | sat Văcăreasca, comuna Glodeanu-Siliștea              | Movila cu cruci                |                                     |            |            | Încărcați imagine | Raportați eroare |
| 46992.03.04                              | Situl arheologic de la Văcăreasca - "Movila cu cruci" / ansamblu anonim (Categorie: locuire) (Tip: Necropolă)                                 | sat Văcăreasca, comuna Glodeanu-Siliștea              | Movila cu cruci                |                                     |            |            | Încărcați imagine | Raportați eroare |
| 46992.02.01                              | Așezarea medievală de la Văcăreasca - "La punctul lui Anastase Ștefan" / ansamblu anonim (Categorie: locuire civilă) (Tip: Așezare)           | sat Văcăreasca, comuna Glodeanu-Siliștea              | La punctul lui Anastase Ștefan |                                     |            |            | Încărcați imagine | Raportați eroare |
| 47569.11.01                              | Așezarea Monteoru de la Valea Puțului - "vatra satului" / ansamblu anonim (Categorie: locuire civilă) (Tip: Așezare)                          | sat Valea Puțului Merei, comuna Merei                 |                                | Monteoru                            |            |            | Încărcați imagine | Raportați eroare |
| 47569.10.01                              | Așezarea Monteoru de la Valea Puțului -"Vârful Plaiului" / ansamblu anonim (Categorie: locuire civilă) (Tip: Așezare)                         | sat Valea Puțului Merei, comuna Merei                 |                                | Monteoru                            |            |            | Încărcați imagine | Raportați eroare |
| 47569.09.01                              | Necropola Monteoru de la Valea Puțului - "La Tanța lui Morminte" / ansamblu anonim (Categorie: descoperire funerară) (Tip: Necropolă)         | sat Valea Puțului Merei, comuna Merei                 | La Tanța lui Morminte          | Monteoru                            |            |            | Încărcați imagine | Raportați eroare |
| 47569.08.01                              | Necropola de la Valea Puțului - "Plaiul Gugeasca" / ansamblu anonim (Categorie: descoperire funerară) (Tip: Necropolă)                        | sat Valea Puțului Merei, comuna Merei                 |                                | Monteoru                            |            |            | Încărcați imagine | Raportați eroare |
| 47569.08.02                              | Necropola de la Valea Puțului - "Plaiul Gugeasca" / ansamblu anonim (Categorie: descoperire funerară) (Tip: Necropolă)                        | sat Valea Puțului Merei, comuna Merei                 |                                |                                     |            |            | Încărcați imagine | Raportați eroare |
| 47569.07.01                              | Necropola medievală de la Valea Puțului - "Dealul Zavedoia" / ansamblu anonim (Categorie: descoperire funerară) (Tip: Necropolă de inhumație) | sat Valea Puțului Merei, comuna Merei                 |                                | mil. I                              |            |            | Încărcați imagine | Raportați eroare |
| 47569.06.01                              | Așezarea medievală de la Valea Puțului / ansamblu anonim (Categorie: locuire civilă) (Tip: Așezare)                                           | sat Valea Puțului Merei, comuna Merei                 |                                | mil. I                              |            |            | Încărcați imagine | Raportați eroare |
| 47569.05.01                              | Situl arheologic de la Valea Puțului - "Plaiul lui Prasa" / ansamblu anonim (Categorie: locuire) (Tip: Așezare)                               | sat Valea Puțului Merei, comuna Merei                 |                                | sec. IV                             |            |            | Încărcați imagine | Raportați eroare |
| 47569.05.02                              | Situl arheologic de la Valea Puțului - "Plaiul lui Prasa" / ansamblu anonim (Categorie: locuire) (Tip: Necropolă)                             | sat Valea Puțului Merei, comuna Merei                 |                                | sec. IV                             |            |            | Încărcați imagine | Raportați eroare |
| 47569.05.03                              | Situl arheologic de la Valea Puțului - "Plaiul lui Prasa" / ansamblu anonim (Categorie: locuire) (Tip: Așezare)                               | sat Valea Puțului Merei, comuna Merei                 |                                |                                     |            |            | Încărcați imagine | Raportați eroare |
| 47569.05.04                              | Situl arheologic de la Valea Puțului - "Plaiul lui Prasa" / ansamblu anonim (Categorie: locuire) (Tip: Necropolă)                             | sat Valea Puțului Merei, comuna Merei                 |                                |                                     |            |            | Încărcați imagine | Raportați eroare |
| 47569.04.01                              | Situl arheologic de la Valea Puțului - "Hula lui Pitaru Ghiță" / ansamblu anonim (Categorie: locuire civilă) (Tip: Așezare)                   | sat Valea Puțului Merei, comuna Merei                 |                                |                                     |            |            | Încărcați imagine | Raportați eroare |
| 47569.04.02                              | Situl arheologic de la Valea Puțului - "Hula lui Pitaru Ghiță" / ansamblu anonim (Categorie: locuire civilă) (Tip: Așezare)                   | sat Valea Puțului Merei, comuna Merei                 |                                |                                     |            |            | Încărcați imagine | Raportați eroare |
| 47569.03.01                              | Așezarea Latene de la Valea Puțului - "Plaiul Gugeașca" / ansamblu anonim (Categorie: locuire civilă) (Tip: Așezare)                          | sat Valea Puțului Merei, comuna Merei                 |                                |                                     |            |            | Încărcați imagine | Raportați eroare |
| 47569.02.01                              | Așezarea Latene de la Valea Puțului - "Vârful Țigănoaia" / ansamblu anonim (Categorie: locuire civilă) (Tip: Așezare)                         | sat Valea Puțului Merei, comuna Merei                 |                                |                                     |            |            | Încărcați imagine | Raportați eroare |
| 49199.01.01                              | Necropola de la Vintileanca - "Movila Voinești" / ansamblu anonim (Categorie: descoperire funerară) (Tip: Necropolă)                          | sat Vintileanca, comuna Săhăteni                      | Movila Voinești                |                                     |            |            | Încărcați imagine | Raportați eroare |
| 49199.01.02                              | Necropola de la Vintileanca - "Movila Voinești" / ansamblu anonim (Categorie: descoperire funerară) (Tip: Necropolă)                          | sat Vintileanca, comuna Săhăteni                      | Movila Voinești                |                                     |            |            | Încărcați imagine | Raportați eroare |
| 49947.03.01                              | Așezarea Latene târziu de la Vâlcele - "la S de sat" / ansamblu anonim (Categorie: locuire civilă) (Tip: Așezare)                             | sat Vâlcele, comuna Ulmeni                            |                                | sec. III-IV                         |            |            | Încărcați imagine | Raportați eroare |
| 49947.02.01                              | Așezarea Latene târziu de la Vâlcele - "la N de sat" / ansamblu anonim (Categorie: locuire civilă) (Tip: Așezare)                             | sat Vâlcele, comuna Ulmeni                            |                                | sec. II-IV                          |            |            | Încărcați imagine | Raportați eroare |
| 49947.01.01                              | Așezarea din epoca migrațiilor de la Vâlcele / ansamblu anonim (Categorie: locuire civilă) (Tip: Așezare)                                     | sat Vâlcele, comuna Ulmeni                            |                                | sec. IV - VI                        |            |            | Încărcați imagine | Raportați eroare |
| 50451.03.02 (Cod LMI: BZ-I-m-B-02297.02) | Situl arheologic de la Vadu Sorești - "Șumurdoaia" / ansamblu anonim (Categorie: locuire civilă) (Tip: Necropolă)                             | sat Vadu Sorești, comuna Zărnești                     | Șumurdoaia                     | sec. IV - V p. Chr.                 |            |            | Încărcați imagine | Raportați eroare |
| 50451.03.01 (Cod LMI: BZ-I-m-B-02297.01) | Situl arheologic de la Vadu Sorești - "Șumurdoaia" / ansamblu anonim (Categorie: locuire civilă) (Tip: Așezare)                               | sat Vadu Sorești, comuna Zărnești                     | Șumurdoaia                     | sec. IV - V p. Chr.                 |            |            | Încărcați imagine | Raportați eroare |
| 50451.01.01 (Cod LMI: BZ-I-m-B-02298.07) | Situl arheologic de la Vadu Sorești / ansamblu anonim (Categorie: locuire) (Tip: Așezare)                                                     | sat Vadu Sorești, comuna Zărnești                     |                                | mil. IV - V                         |            |            | Încărcați imagine | Raportați eroare |
| 50451.01.02 (Cod LMI: BZ-I-m-B-02298.08) | Situl arheologic de la Vadu Sorești / ansamblu anonim (Categorie: locuire) (Tip: Necropolă)                                                   | sat Vadu Sorești, comuna Zărnești                     |                                | mil. IV - V                         |            |            | Încărcați imagine | Raportați eroare |
| 50451.01.03 (Cod LMI: BZ-I-m-B-02298.06) | Situl arheologic de la Vadu Sorești / ansamblu anonim (Categorie: locuire) (Tip: Necropolă)                                                   | sat Vadu Sorești, comuna Zărnești                     |                                | sec. III - IV                       |            |            | Încărcați imagine | Raportați eroare |
| 50451.01.04 (Cod LMI: BZ-I-m-B-02298.05) | Situl arheologic de la Vadu Sorești / ansamblu anonim (Categorie: locuire) (Tip: Așezare)                                                     | sat Vadu Sorești, comuna Zărnești                     |                                | sec. III - IV                       |            |            | Încărcați imagine | Raportați eroare |
| 50451.01.05 (Cod LMI: BZ-I-m-B-02298.04) | Situl arheologic de la Vadu Sorești / ansamblu anonim (Categorie: locuire) (Tip: Necropolă)                                                   | sat Vadu Sorești, comuna Zărnești                     |                                | sec. IX - XI                        |            |            | Încărcați imagine | Raportați eroare |
| 50451.01.06 (Cod LMI: BZ-I-m-B-02298.03) | Situl arheologic de la Vadu Sorești / ansamblu anonim (Categorie: locuire) (Tip: Așezare)                                                     | sat Vadu Sorești, comuna Zărnești                     |                                | sec. IX - XI                        |            |            | Încărcați imagine | Raportați eroare |
| 50451.01.07 (Cod LMI: BZ-I-m-B-02298.02) | Situl arheologic de la Vadu Sorești / ansamblu anonim (Categorie: locuire) (Tip: Necropolă)                                                   | sat Vadu Sorești, comuna Zărnești                     |                                | sec. XVI - XVII                     |            |            | Încărcați imagine | Raportați eroare |
| 50451.01.08 (Cod LMI: BZ-I-m-B-02298.01) | Situl arheologic de la Vadu Sorești / ansamblu anonim (Categorie: locuire) (Tip: Așezare)                                                     | sat Vadu Sorești, comuna Zărnești                     |                                | sec. XVI - XVII                     |            |            | Încărcați imagine | Raportați eroare |
| 50451.02.03 (Cod LMI: BZ-I-s-B-02299)    | Necropola din epoca migrațiilor de la Vadu Sorești - "Dealul Șumurdoaia" / ansamblu anonim (Categorie: descoperire funerară) (Tip: Necropolă) | sat Vadu Sorești, comuna Zărnești                     | Dealul Sumurdoaia              | sec. IV - V                         |            |            | Încărcați imagine | Raportați eroare |
| 48478.01.01                              | Necropola din epoca bronzului de la Valea Viei - "La Dedu" / ansamblu anonim (Categorie: descoperire funerară) (Tip: Necropolă)               | localitate componentă Valea Viei, oraș Pătârlagele    | La Dedu                        |                                     |            |            | Încărcați imagine | Raportați eroare |
| 48478.03.01 (Cod LMI: BZ-I-s-B-02304)    | Așezarea Latene de la Valea Viei - "Vârful Stânii" / ansamblu anonim (Categorie: locuire civilă) (Tip: Așezare)                               | localitate componentă Valea Viei, oraș Pătârlagele    | Vârful Stânii                  | geto-dacică sec. II - I p. Chr.     |            |            | Încărcați imagine | Raportați eroare |
| 47569.01.01 (Cod LMI: BZ-I-m-B-02301.01) | Situl arheologic de la Valea Puțului - "Hula Pităresei" / ansamblu anonim (Categorie: locuire) (Tip: Așezare)                                 | sat Valea Puțului Merei, comuna Merei                 | Hula Pităresei                 | sec. IV                             |            |            | Încărcați imagine | Raportați eroare |
| 47569.01.02 (Cod LMI: BZ-I-m-B-02301.02) | Situl arheologic de la Valea Puțului - "Hula Pităresei" / ansamblu anonim (Categorie: locuire) (Tip: Necropolă)                               | sat Valea Puțului Merei, comuna Merei                 | Hula Pităresei                 | sec. IV                             |            |            | Încărcați imagine | Raportați eroare |
| 50031.03.01 (Cod LMI: BZ-I-m-B-02302.06) | Situl arheologic de la Valea Râmnicului - în marginea de sud a satului / ansamblu anonim (Categorie: locuire civilă) (Tip: Așezare)           | sat Valea Râmnicului, comuna Valea Râmnicului         |                                |                                     |            |            | Încărcați imagine | Raportați eroare |
| 50031.03.02 (Cod LMI: BZ-I-s-B-02302)    | Situl arheologic de la Valea Râmnicului - în marginea de sud a satului / ansamblu anonim (Categorie: locuire civilă) (Tip: Așezare)           | sat Valea Râmnicului, comuna Valea Râmnicului         |                                | sec.XII - V a. Chr.                 |            |            | Încărcați imagine | Raportați eroare |
| 50031.03.03 (Cod LMI: BZ-I-m-B-02302.02) | Situl arheologic de la Valea Râmnicului - în marginea de sud a satului / ansamblu anonim (Categorie: locuire civilă) (Tip: Așezare)           | sat Valea Râmnicului, comuna Valea Râmnicului         |                                | sec. III - V                        |            |            | Încărcați imagine | Raportați eroare |
| 46992.01.01 (Cod LMI: BZ-I-m-B-02305.05) | Situl arheologic de la Văcăreasca - "La Siliște" / ansamblu anonim (Categorie: locuire) (Tip: Așezare)                                        | sat Văcăreasca, comuna Glodeanu-Siliștea              | La Siliște                     |                                     |            |            | Încărcați imagine | Raportați eroare |
| 46992.01.02 (Cod LMI: BZ-I-s-B-02305)    | Situl arheologic de la Văcăreasca - "La Siliște" / ansamblu anonim (Categorie: locuire) (Tip: Așezare)                                        | sat Văcăreasca, comuna Glodeanu-Siliștea              | La Siliște                     |                                     |            |            | Încărcați imagine | Raportați eroare |
| 46992.01.03 (Cod LMI: BZ-I-m-B-02305.04) | Situl arheologic de la Văcăreasca - "La Siliște" / ansamblu anonim (Categorie: locuire) (Tip: Așezare)                                        | sat Văcăreasca, comuna Glodeanu-Siliștea              | La Siliște                     | geto-dacică sec. V - I p. Chr.      |            |            | Încărcați imagine | Raportați eroare |
| 46992.01.04 (Cod LMI: BZ-I-m-B-02305.02) | Situl arheologic de la Văcăreasca - "La Siliște" / ansamblu anonim (Categorie: locuire) (Tip: Așezare)                                        | sat Văcăreasca, comuna Glodeanu-Siliștea              | La Siliște                     | sec. IV                             |            |            | Încărcați imagine | Raportați eroare |
| 46992.01.05 (Cod LMI: BZ-I-m-B-02305.03) | Situl arheologic de la Văcăreasca - "La Siliște" / ansamblu anonim (Categorie: locuire) (Tip: Necropolă)                                      | sat Văcăreasca, comuna Glodeanu-Siliștea              | La Siliște                     | sec. IV                             |            |            | Încărcați imagine | Raportați eroare |
| 46992.01.06 (Cod LMI: BZ-I-m-B-02305.01) | Situl arheologic de la Văcăreasca - "La Siliște" / ansamblu anonim (Categorie: locuire) (Tip: Așezare)                                        | sat Văcăreasca, comuna Glodeanu-Siliștea              | La Siliște                     | sec. XVI - XVIII                    |            |            | Încărcați imagine | Raportați eroare |
| 48478.02.01 (Cod LMI: BZ-I-m-B-02303.02) | Așezarea de epoca migrațiilor de la Valea Viei - "La Biserică" / ansamblu anonim (Categorie: locuire civilă) (Tip: Așezare)                   | localitate componentă Valea Viei, oraș Pătârlagele    | La Biserică                    | sec. VI - VII                       |            |            | Încărcați imagine | Raportați eroare |
| 48450.01.01 (Cod LMI: BZ-I-m-B-02300.04) | Situl arheologic de la Valea Lupului - "Podei" / ansamblu anonim (Categorie: locuire civilă) (Tip: Așezare)                                   | localitate componentă Valea Lupului, oraș Pătârlagele | Podei                          | sec. II a. Chr. - I p. Chr.         |            |            | Încărcați imagine | Raportați eroare |
| 48450.01.02 (Cod LMI: BZ-I-m-B-02300.03) | Situl arheologic de la Valea Lupului - "Podei" / ansamblu anonim (Categorie: locuire civilă) (Tip: Așezare)                                   | localitate componentă Valea Lupului, oraș Pătârlagele | Podei                          | sec. IV                             |            |            | Încărcați imagine | Raportați eroare |
| 48450.01.03 (Cod LMI: BZ-I-m-B-02300.02) | Situl arheologic de la Valea Lupului - "Podei" / ansamblu anonim (Categorie: locuire civilă) (Tip: Așezare)                                   | localitate componentă Valea Lupului, oraș Pătârlagele | Podei                          | Ipotești - Cândești sec. VIII - XII |            |            | Încărcați imagine | Raportați eroare |
| 48450.01.04 (Cod LMI: BZ-I-m-B-02300.01) | Situl arheologic de la Valea Lupului - "Podei" / ansamblu anonim (Categorie: locuire civilă) (Tip: Așezare)                                   | localitate componentă Valea Lupului, oraș Pătârlagele | Podei                          | sec. VIII - XIX                     |            |            | Încărcați imagine | Raportați eroare |
| 48450.01.05 (Cod LMI: BZ-I-m-B-02300.05) | Situl arheologic de la Valea Lupului - "Podei" / ansamblu anonim (Categorie: locuire civilă) (Tip: Așezare)                                   | localitate componentă Valea Lupului, oraș Pătârlagele | Podei                          | sec. XII - V                        |            |            | Încărcați imagine | Raportați eroare |
| 48450.01.06 (Cod LMI: BZ-I-m-B-02300.06) | Situl arheologic de la Valea Lupului - "Podei" / ansamblu anonim (Categorie: locuire civilă) (Tip: Așezare)                                   | localitate componentă Valea Lupului, oraș Pătârlagele | Podei                          |                                     |            |            | Încărcați imagine | Raportați eroare |
| 48450.01.07 (Cod LMI: BZ-I-m-B-02300.07) | Situl arheologic de la Valea Lupului - "Podei" / ansamblu anonim (Categorie: locuire civilă) (Tip: Așezare)                                   | localitate componentă Valea Lupului, oraș Pătârlagele | Podei                          | mil IV - V                          |            |            | Încărcați imagine | Raportați eroare |
| 50031.02.01 (Cod LMI: BZ-I-m-B-02302.04) | Așezarea Latene de la Valea Râmnicului / ansamblu anonim (Categorie: locuire civilă) (Tip: Așezare)                                           | sat Valea Râmnicului, comuna Valea Râmnicului         |                                | geto-dacică sec. IV - III a. Chr.   |            |            | Încărcați imagine | Raportați eroare |
| 50031.04.01 (Cod LMI: BZ-I-m-B-02302.01) | Necropola de epoca migrațiilor de la Valea Râmnicului - "Movila Mare" / ansamblu anonim (Categorie: descoperire funerară) (Tip: Necropolă)    | sat Valea Râmnicului, comuna Valea Râmnicului         | Movila Mare                    | sec. IV - V                         |            |            | Încărcați imagine | Raportați eroare |
| 50031.01.01 (Cod LMI: BZ-I-m-B-02302.03) | Așezare din epoca migrațiilor de la Valea Râmnicului - "Movila Lungă" / ansamblu anonim (Categorie: neprecizată) (Tip: Așezare)               | sat Valea Râmnicului, comuna Valea Râmnicului         | Movila Lungă,                  | sec. III -IV                        |            |            | Încărcați imagine | Raportați eroare |